# Wertheim (Landschaftsschutzgebiet)

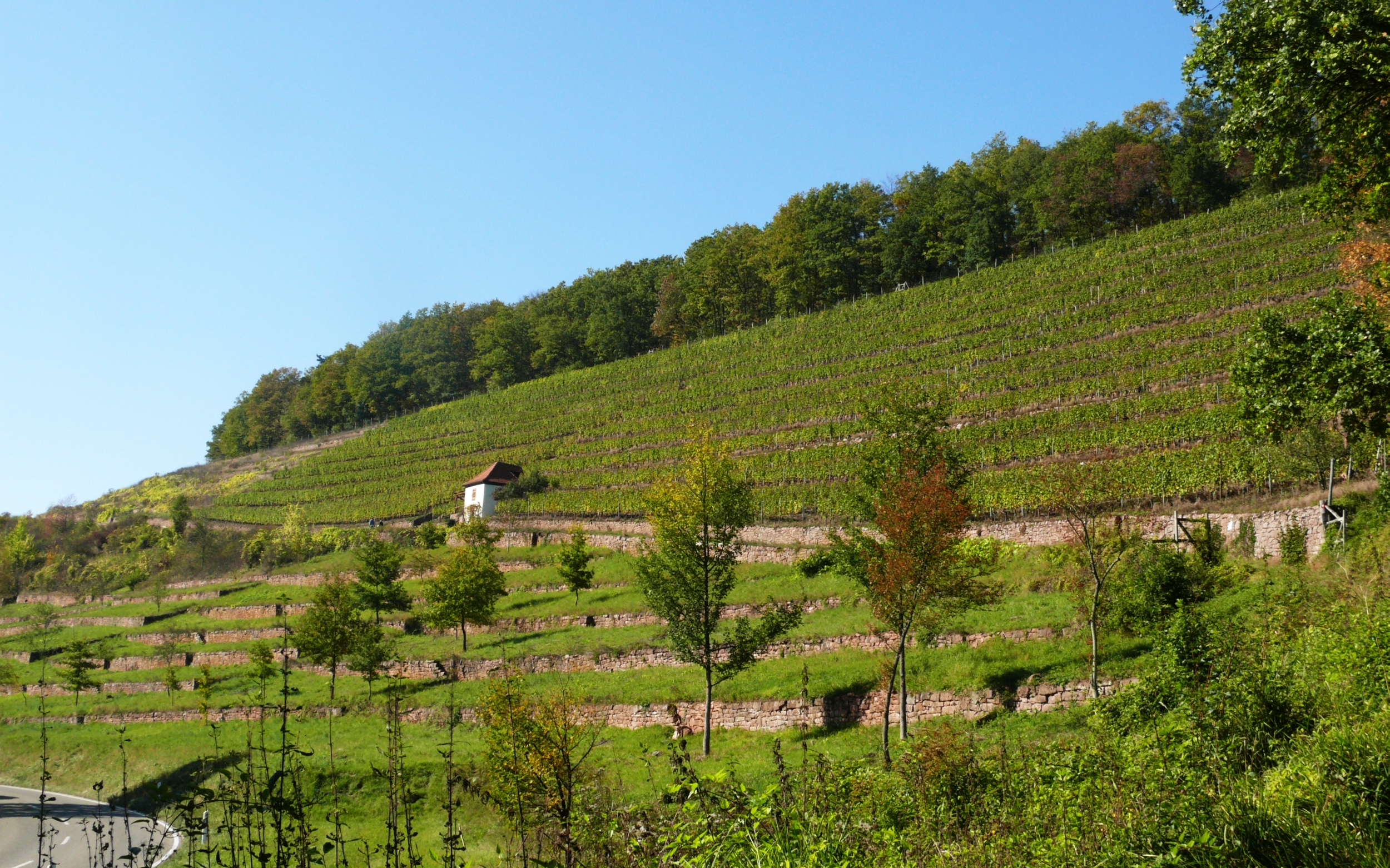
Ein Teil des Landschaftsschutzgebiets Wertheim bei Reicholzheim

Das Gebiet Wertheim ist ein knapp 4000 ha großes Landschaftsschutzgebiet im Gebiet der Städte Freudenberg, Külsheim und Wertheim sowie der Gemeinde Werbach im Main-Tauber-Kreis in Baden-Württemberg. Es wurde mit Verordnung vom 18. Dezember 1979 ausgewiesen (LSG-Nummer 1.28.002) und ist damit eines der ältesten Landschaftsschutzgebiet im Main-Tauber-Kreis.

## Geschichte
Ursprünglich umfasste das Landschaftsschutzgebiet 5170 Hektar. Durch Verordnungen des Regierungspräsidiums Stuttgart und die Ausweisung neuer Natur- und Landschaftsschutzgebiete verringerte sich die Fläche mehrfach:
- Durch Verordnung vom 22. Oktober 1984 (Naturschutzgebiet Gutenberg) verringerte sich die Fläche um 12 ha.
- Durch Verordnung vom 30. November 1985 (Landschaftsschutzgebiet Kembachtal) verringerte sich die Fläche um 2 ha.
- Durch Verordnung vom 6. Oktober 1986 (Naturschutzgebiet Ellenberg-Kapf) verringerte sich die Fläche um 18 ha.
- Durch Verordnung vom 24. Januar 1992 (Änderung) verringerte sich die Fläche um 173 ha.

## Lage
Das rund 3932 Hektar große Schutzgebiet gehört naturräumlich zur Marktheidenfelder Platte. Es ist gekennzeichnet durch eine typisch mainfränkische Buntsandsteinlandschaft.

## Schutzzweck
Wesentlicher Schutzzweck ist die Erhaltung des charakteristischen Landschaftsbildes, seine Bewahrung vor Belastungen und seine Sicherung als Lebens- und Erholungsraum.